# Fort Fun Abenteuerland
Koordinaten: 51° 18′ 31″ N, 8° 26′ 15″ O

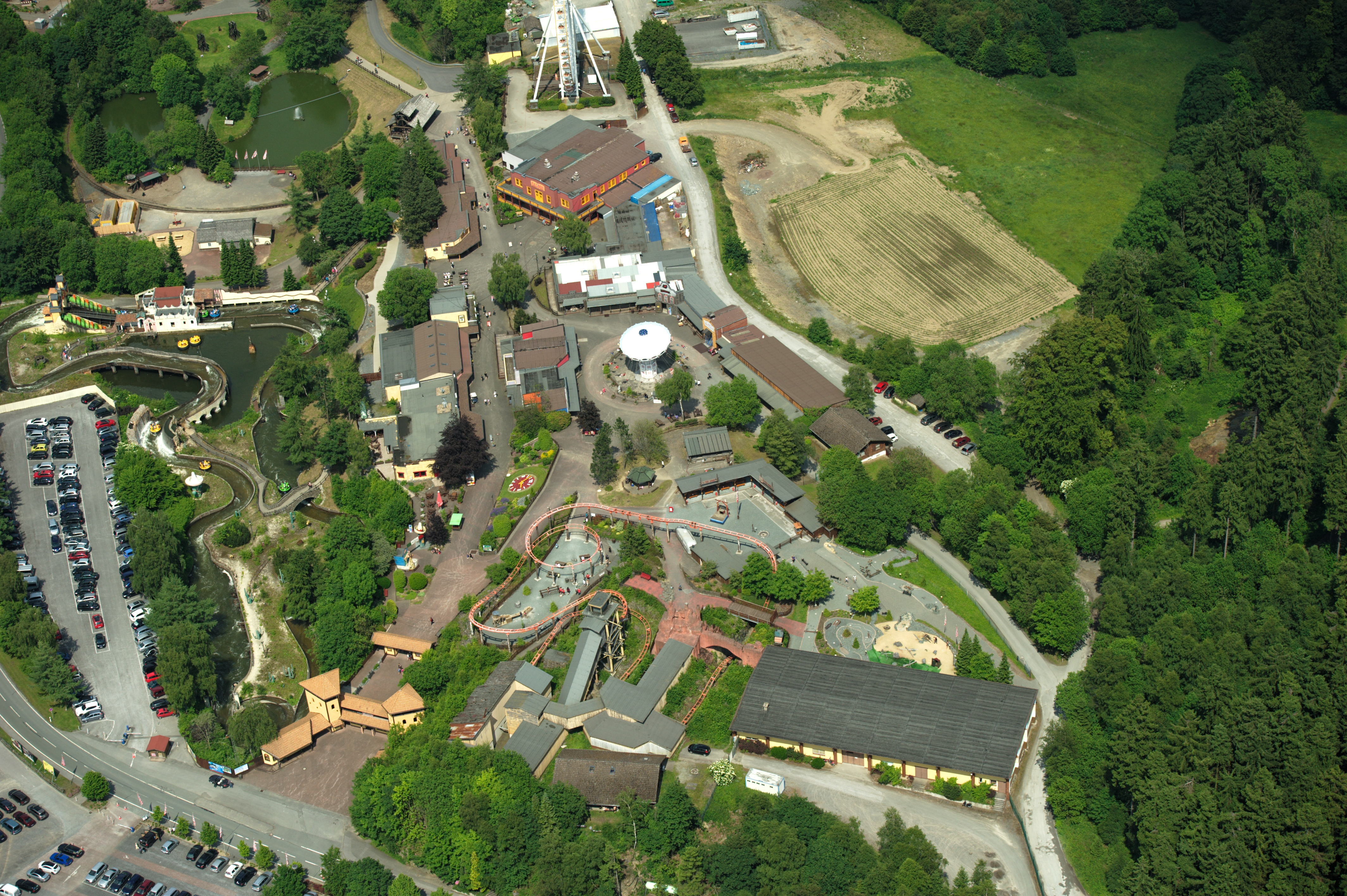
Luftaufnahme von Fort Fun

Das Fort Fun Abenteuerland ist ein saisonaler Freizeitpark bei Bestwig-Wasserfall im nordrhein-westfälischen Hochsauerlandkreis. Auf etwa 70 Hektar finden sich etwa 40 Attraktionen und zwei Shows. Der Park ist weitgehend im Wildwest-Stil gestaltet.

## Geografie
Der Freizeitpark befindet sich im Nordosten des Sauerlands; wenige Kilometer nördlich erstreckt sich jenseits der Ruhr der Obere Arnsberger Wald. Der Park liegt etwa 6 km (Luftlinie) südöstlich von Bestwig zwischen dessen kleinen Ortsteilen Andreasberg im Norden und Wasserfall im Süden. Er ist umgeben vom Forst Gevelinghausen und liegt östlich des Bergs Stüppel (731,5 m ü. NHN) im Tal der Hormecke zwischen 510 und 590 m Höhe.

## Geschichte
Bereits 1967 hatte Karl Josef Freiherr von Wendt einen Schlepplift an einem Skihang in Wasserfall errichten lassen. Parallel dazu plante er im nördlich gelegenen Arnsberger Wald die Errichtung der internationalen Automobilrennstrecke Sauerlandring, deren Genehmigung die Landesregierung von Nordrhein-Westfalen 1971 endgültig versagte.
Zum Ausgleich genehmigte man stattdessen weitere Freizeitanlagen „nach amerikanischen Vorbildern“. So kamen 1972 in der Nähe des Schlepplifts zwei Sommerrodelbahnen hinzu, damals weltweit die längsten ihrer Art. Nach Anlage eines Feriendorfes mit 25 Blockhäusern und der Westernstadt Fort Fun City mit Restaurant Fort Fun Saloon (Steakhaus) entwickelte sich der Themenpark Fort Fun Abenteuerland. Der Park orientierte sich von Anfang an zum großen Teil am Wild-West-Thema. Im Jahre 1979 wurde eine Wildwasserbahn und eine in den USA gebaute Dampfeisenbahn eröffnet. 1981 kam dann die Überschlagachterbahn Wirbelwind hinzu. Bedingt durch sinkende Besucherzahlen Anfang der 1980er Jahre geriet von Wendt in finanzielle Probleme und musste 1985 den Park und andere Besitztümer veräußern.
Der Park wurde daraufhin 1985 von den Unternehmern Heinrich Koidl und Helmut Schreiber übernommen. 1986 eröffneten die neuen Betreiber eine Marienkäferbahn von Zierer und vier transportable Fahrgeschäfte. In den Folgejahren wurden verschiedene Kinderfahrgeschäfte und weitere transportable Attraktionen aufgebaut. 1992 eröffnete das 44 Meter hohe Riesenrad Big Wheel von Nauta-Bussink. 1994 ging die ehemals auf der Bundesgartenschau in Stuttgart betriebene Einschienenbahn Silent Move in den Fahrbetrieb, nachdem sich die Eröffnung durch die notwendigen Modifikationen der Strecke um ein Jahr verzögert hatte. 1995 kam Rio Grande hinzu, ein von FAB und Bearrides produzierter Rapid River. Im Folgejahr wurde der aus der Konkursmasse des finnischen Freizeitparks Fanfaari übernommene Vekoma-Rollerskater Devil’s Mine eröffnet. Um die Achterbahn an das Gelände anzupassen, musste sie erst von Vekoma und FAB modifiziert werden.
Ende der Saison 2003 wurden die beiden Sommerrodelbahnen stillgelegt. An gleicher Stelle wurde 2005 eine schienengeführte Sommerrodelbahn eröffnet, nach eigenen Angaben die größte Anlage dieser Art in einem Freizeitpark.
Im Jahr 2002 wurde der Park von der französischen Grévin-&-Cie-Gruppe übernommen. Die One World Holding GmbH & Co. KG erwarb am 23. Dezember 2011 die Grévin Deutschland GmbH und damit auch das Fort Fun Abenteuerland, jedoch wurde der Kauf wegen Betrugs und fehlender Bankbürgschaften Ende Januar 2012 für ungültig erklärt.
Am 5. Juni 2015 um 14:30 Uhr entstand am Western Showset außerhalb des Parks ein Feuer, das das Showset vollständig zerstörte. Die Brandursache wurde nicht herausgefunden. Noch während der Saison 2015 wurde damit begonnen, ein neues Showset zu bauen.
Am 24. April 2017 wurde der Park für 7 Millionen Euro an die Looping Group mit Sitz in Frankreich verkauft.
Der Parkgründer Karl Freiherr von Wendt verstarb 2006 im Alter von 68 Jahren.

## Attraktionen

### Themenfahrten
- Rocky Mountain Rallye – schienengeführte Autos mit Elektromotor
- Old McDonalds – schienengeführte Traktoren mit Elektromotor
- Santa Fé Express – eine mit Propangas betriebene Dampfeisenbahn (Spurweite 914 mm) mit Wildwest-Stunt-Show
- Kleiner Donners wilder Ritt – schienengeführte Pferdereitbahn, benannt und thematisiert nach der Comicreihe Yakari

### Wasserfahrten

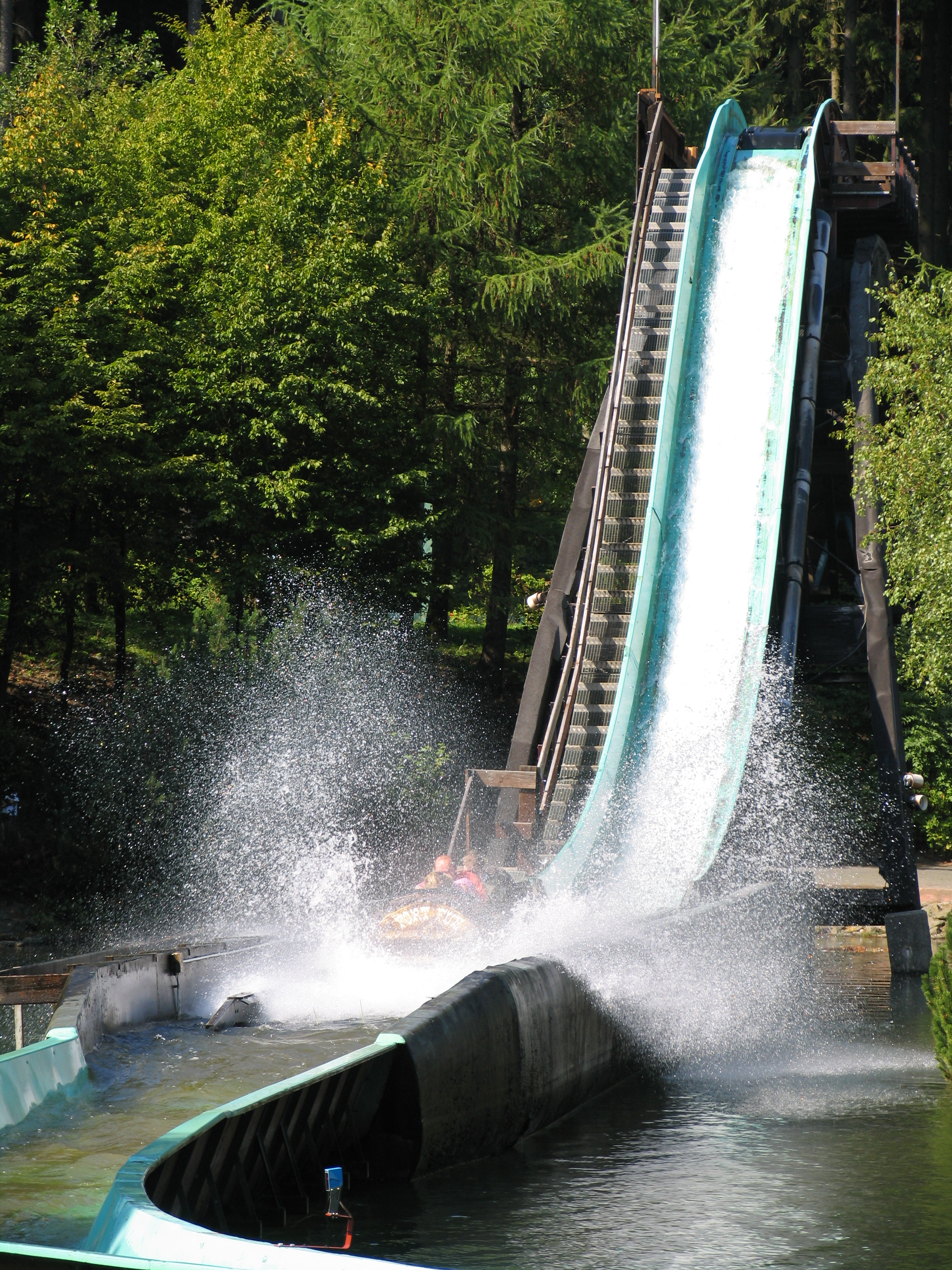
Wildwasserbahn Wild River

- Los Rapidos, Typ Rapid River von Bear Rides, Baujahr 1995
- Wild River, Typ Wildwasserbahn von Mack Rides, Baujahr 1979

### Achterbahnen
| Name            | Typ                             | Hersteller   | Eröffnungsjahr | Bemerkungen | Referenzen    |
| --------------- | ------------------------------- | ------------ | -------------- | --- | ------------- |
| Devil's Mine    | Familienachterbahn              | Vekoma       | 1996           | Ursprünglich 1991 als Roller Skater in Planet FunFun (Finnland) eröffnet und fuhr dort bis Februar 1995 als Terror Train.               | [ 7 ] [ 8 ]   |
| Marienkäferbahn | Familienachterbahn              | Zierer Rides | 1986           | Bevor die Bahn nach Fort Fun kam, fuhr die Bahn im Löwensafari und Freizeit-Park Tüddern.                                               | [ 10 ] [ 11 ] |
| SpeedSnake FREE | Stahlachterbahn mit Inversionen | Vekoma       | 1981           | Ursprünglich als Wirbelwind eröffnet und fuhr unter diesem Namen bis 2009. Von 2010 bis 2017 fuhr die Bahn unter dem Namen Speed Snake. | [ 12 ] [ 13 ] |
| Trapper Slider  | Alpine Coaster                  | Wiegand      | 2005           | Steil bergab führende Sommerrodelbahn mit einer Länge von 1.250 Meter.                                                                  | [ 14 ] [ 15 ] |

### Sonstige Attraktionen

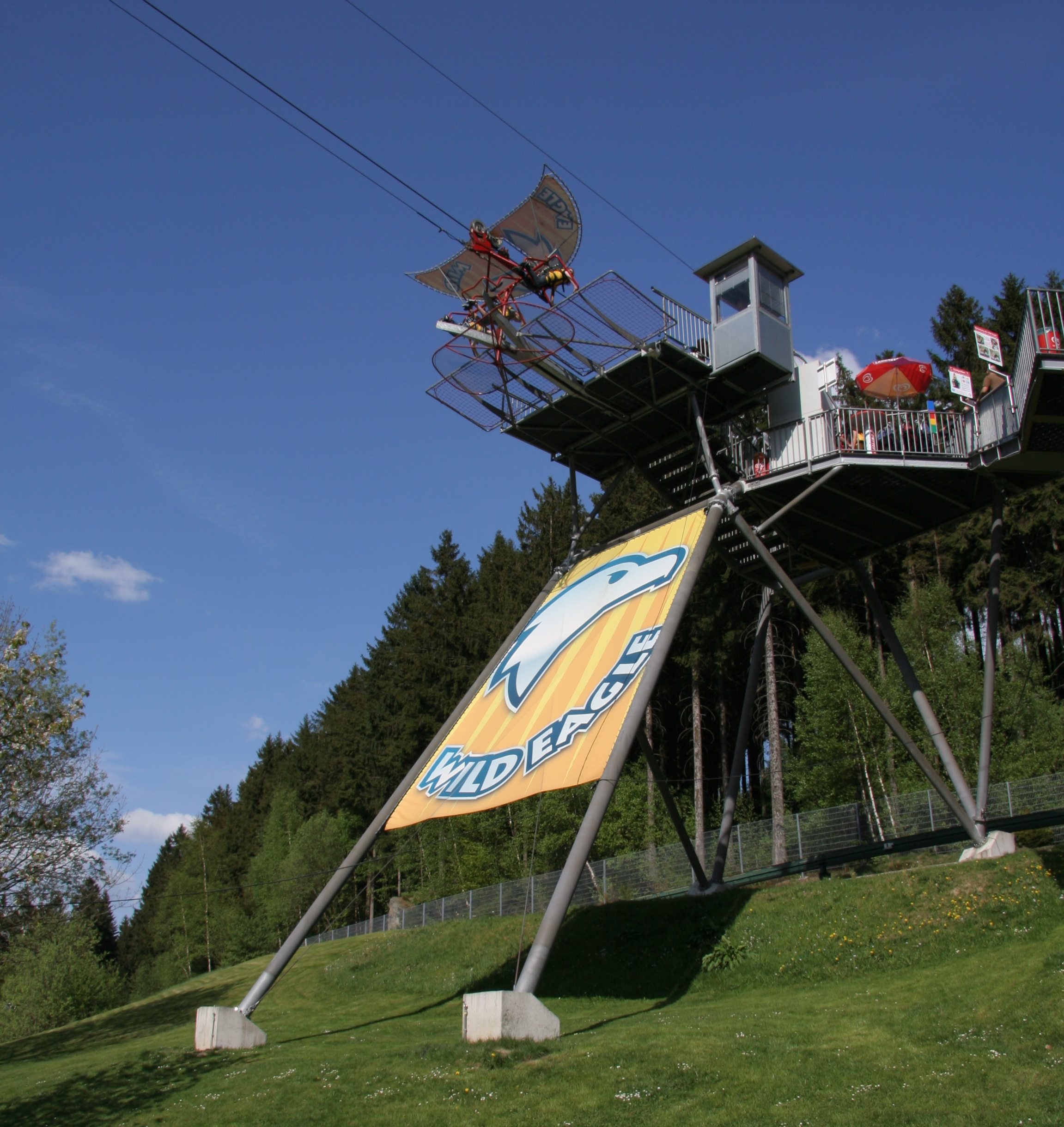
Wild Eagle Drachenflug

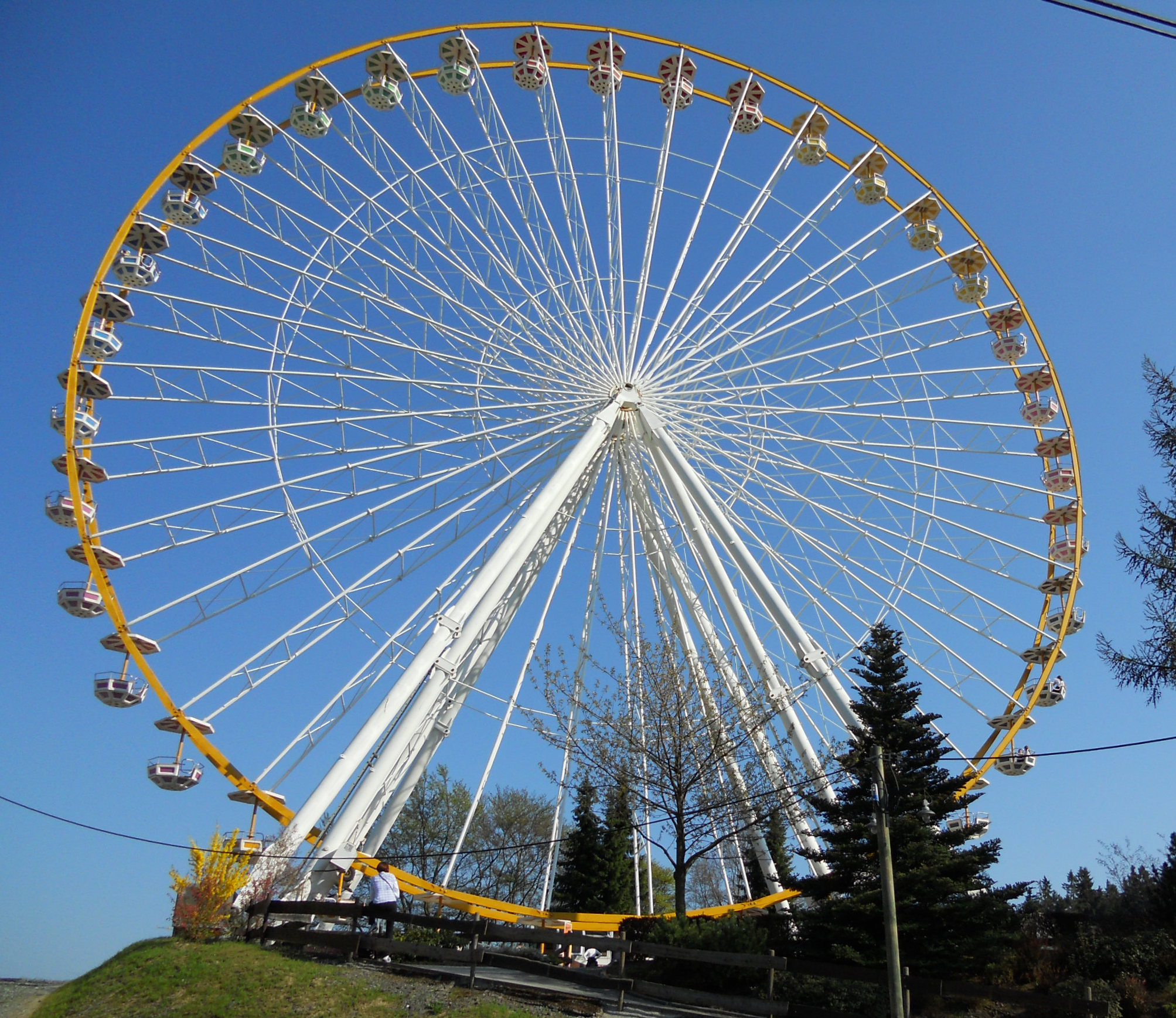
Riesenrad

- Wild Eagle – Sky Glider von Rodlsberger (Drachenflugsimulation an einer Seilbahnkonstruktion)
- Dark Raver – Round Up (Karussell) mit Licht- und Soundeffekten; der von der deutschen Band Rotersand komponierte Soundtrack ist im Fahrgeschäft erhältlich
- Wellenflieger – Kettenkarussell
- Big Wheel – 45 Meter hohes Riesenrad; eines der höchstgelegenen Riesenräder Europas
- FunnyFuxBau – Indoor Laser-Parcours
- YuKan Bullride – Bullenreiten auf einem elektrischen Bullen
- Gipfelstürmer – Kletterturm auf dem Stüppel, zehn Meter hoch, mit vier unterschiedlichen Kletterrouten
- Capt’n Crazy – Kontiki XL; diese Attraktion stammt aus dem Panorama-Park Sauerland Wildpark und war dort unter dem Namen Takka Balla Swing im Einsatz
- Trapper Slider – Alpine Coaster (schienengeführte Sommerrodelbahn), größte Anlage dieser Art in einem Freizeitpark mit Kreiseln, Jumps und Stürzen
- Blauer Drache – Berg- und Talbahn
- FoXDome  – Interactive Motion Ride
- Fort Fun L.A.B.S. – interaktive Spielfelder mit unterschiedlichen Attraktionen
- Thunderbirds – Air Race 8.2 von Zamperla
- Yakaris rutschige Wasserfälle – 3-spurige Wellenrutsche, benannt und thematisiert nach der Comicreihe Yakari

## Unfälle
- Im Juni 2000 kam es auf der heute nicht mehr existierenden Sommerrodelbahn Power Slide zu einem Unfall, bei dem ein siebenjähriger Junge aufgrund eines Risses in der Fahrbahn schwer verletzt wurde. Die Anlage wurde 2003 stillgelegt, demontiert und 2005 durch die schienengeführte Sommerrodelbahn Trapper Slider ersetzt.
- Am 7. Oktober 2017 wurde ein zwölfjähriger Junge auf der Sommerrodelbahn Trapper Slider schwer verletzt. Ein Teil eines Unterschenkels des Jungen wurde bei dem Unfall abgetrennt.[16] Ein von der Staatsanwaltschaft Arnsberg beauftragter Gutachter, der überprüfen sollte, ob die Anlage betriebssicher war, kam am 13. Oktober 2017 zu dem vorläufigen Ergebnis, dass an der Anlage keine Mängel festgestellt werden konnten.[17]

## Veranstaltungen
Alljährlich an ausgewählten Tagen im Oktober/November findet das Halloween-Fest FORT FEAR Horrorland statt. Der Park hat dann bis 22 Uhr geöffnet, es gibt spezielle Horrorattraktionen mit mehr als 60 Live-Erschreckern und Halloween-Shows.
Über das ganze Jahr verteilt finden abends verschiedene Mottopartys im Saloon statt. Auch mehrere Live-Konzerte hat der Park jährlich im Angebot und präsentiert dabei neben bekannten Bands auch Newcomer.
Jedes Jahr im Mai findet ein von Eurotransit organisiertes Pfadfinderwochenende im Fort Fun statt mit der Möglichkeit, auf einer naheliegenden Kuhwiese zu zelten.
In den Sommermonaten findet an zwei ausgewählten Tagen der Mexican Summer statt. An diesen Tagen hat der Park bis 22 Uhr geöffnet und bietet Walk-Acts, Cocktails und Streetfood im mexikanischen Stil an.

## Übernachtungsmöglichkeiten

### Fort Fun Abenteuercamp
Das Fort Fun bietet die Möglichkeit an, direkt am Park in einem Holzhütten-Camp mit 25 Hütten zu übernachten. Eine Übernachtung ist ab vier Personen möglich und beinhaltet den Parkeintritt an jedem Aufenthaltstag sowie an den An- und Abreisetagen. Es gibt Hütten mit sechs und acht Betten. Frühstück bzw. Halbpension ist ebenfalls im Preis inbegriffen, zusätzlich wird die Möglichkeit geboten, sich in den eingebauten Küchen selbst zu versorgen. Ein Badezimmer mit Dusche und WC ist in jeder Hütte vorhanden.

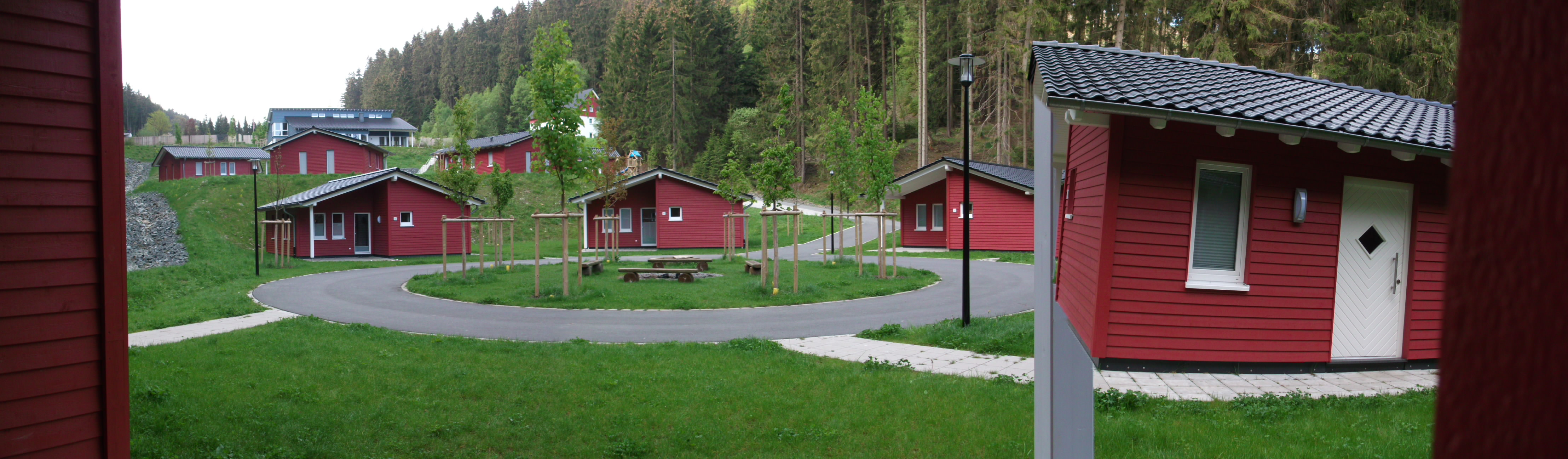
Bungalowpark am Haus Aurora

### Haus Aurora
Ebenfalls direkt am Freizeitpark liegt der Erholungspark am Haus Aurora. Es gibt die Möglichkeit, mit Gruppen in den Bungalows oder dem Haupthaus zu übernachten. Den Besuchern des Fort Fun wird ein ermäßigter Eintrittspreis geboten, zudem wurde ein eigener Eingang zum Freizeitpark eingerichtet.

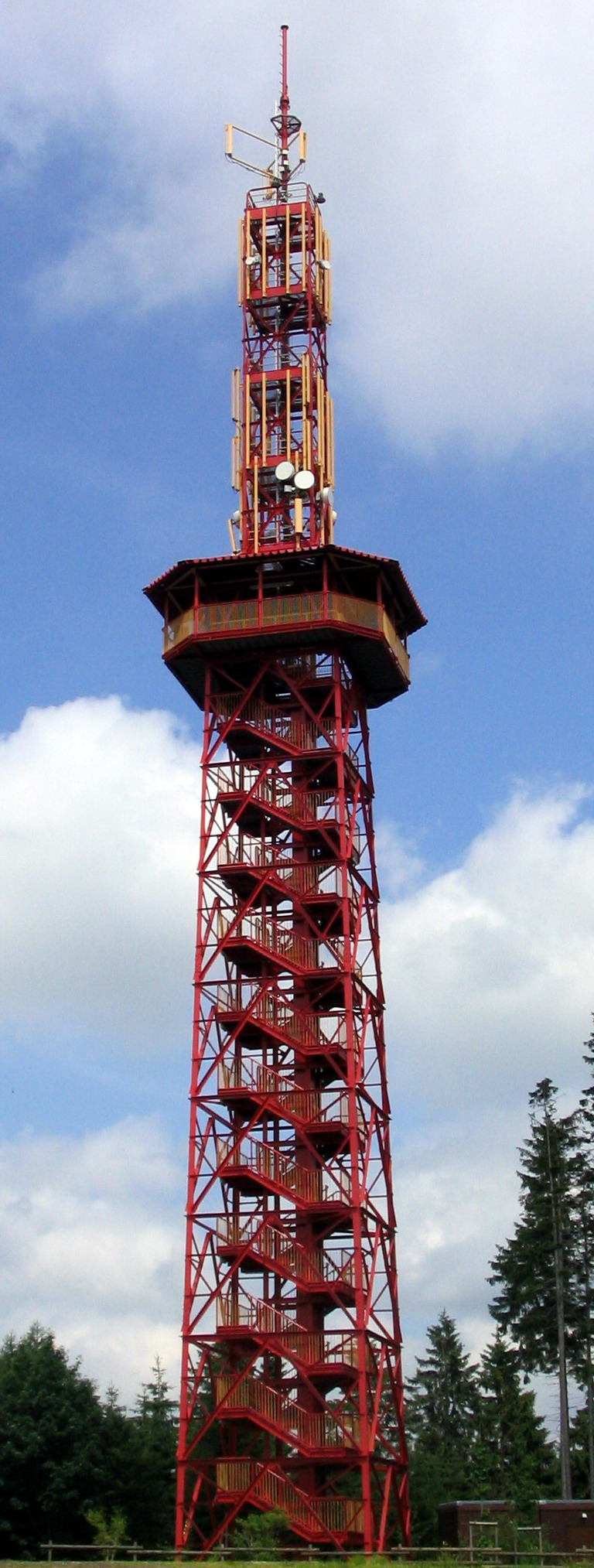
Stüppelturm

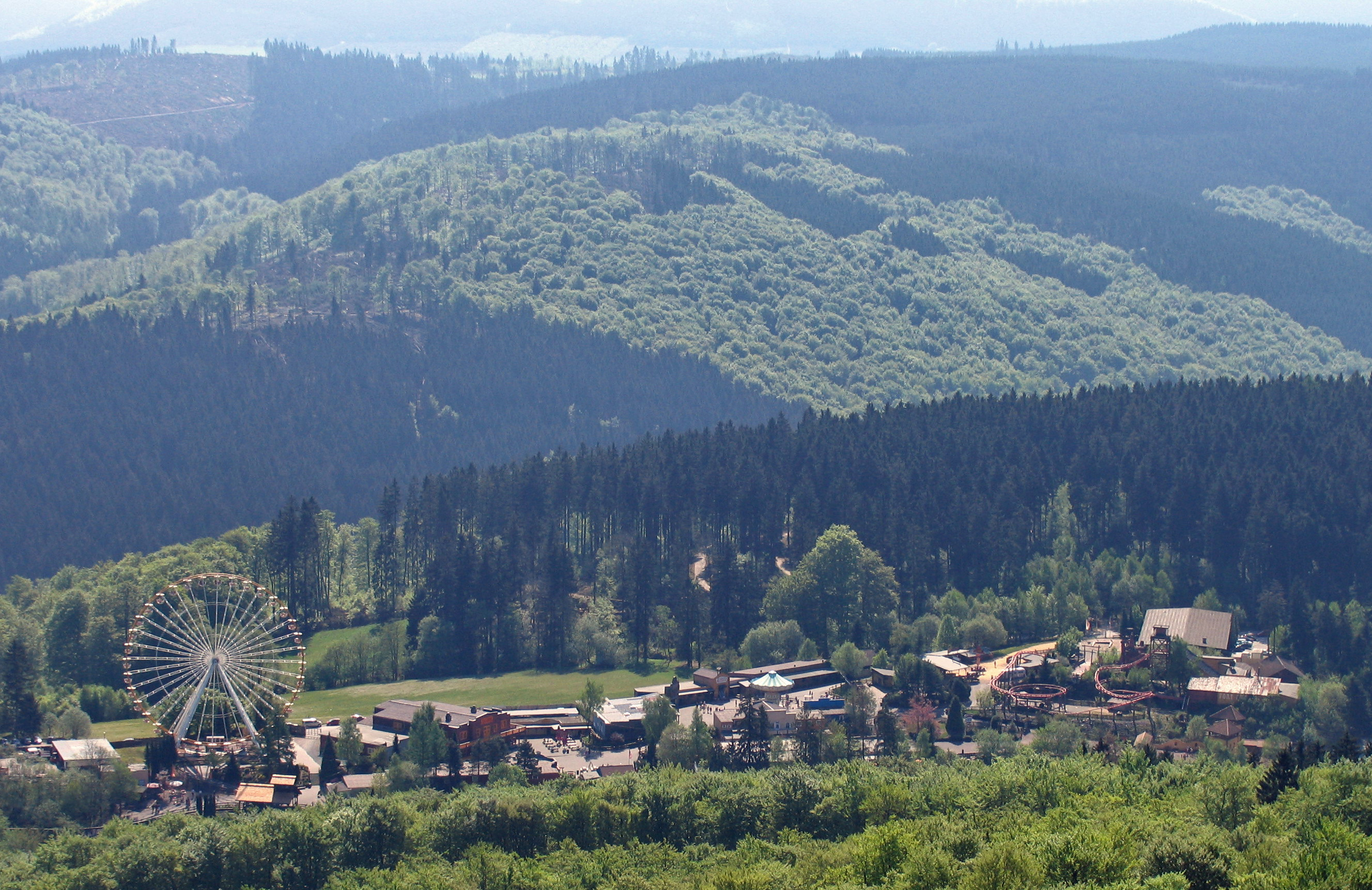
Blick vom Stüppelturm auf die Westernstadt

## Stüppelberg
Auf dem zum Parkgelände gehörenden Berg Stüppel (731,5 m) steht der Stüppelturm. Nebenan haben Kinder die Möglichkeit, ein Klettergerüst zu nutzen. Der Kletterturm Gipfelstürmer mit 10 Metern Höhe kann hier für eine Gebühr von einem Euro bestiegen werden. Der Stüppel kann mit einem Sessellift aufgesucht werden. Außerdem gibt es in den Sommermonaten zusätzlich eine Attraktion.

### Stüppelturm
Im Jahr 2001 wurde auf dem Stüppel der 57 Meter hohe Stüppelturm (⊙) errichtet. Der Aussichts- und Mobilfunkturm wurde vom Fort Fun gemeinsam mit einem großen deutschen Mobilfunk-Netzbetreiber gebaut. Er ist einer der höchstgelegenen Aussichtspunkte im Sauerland und bietet bei klaren Sichtbedingungen einen Blick von über 100 km Weite.

### Stüppelhütte

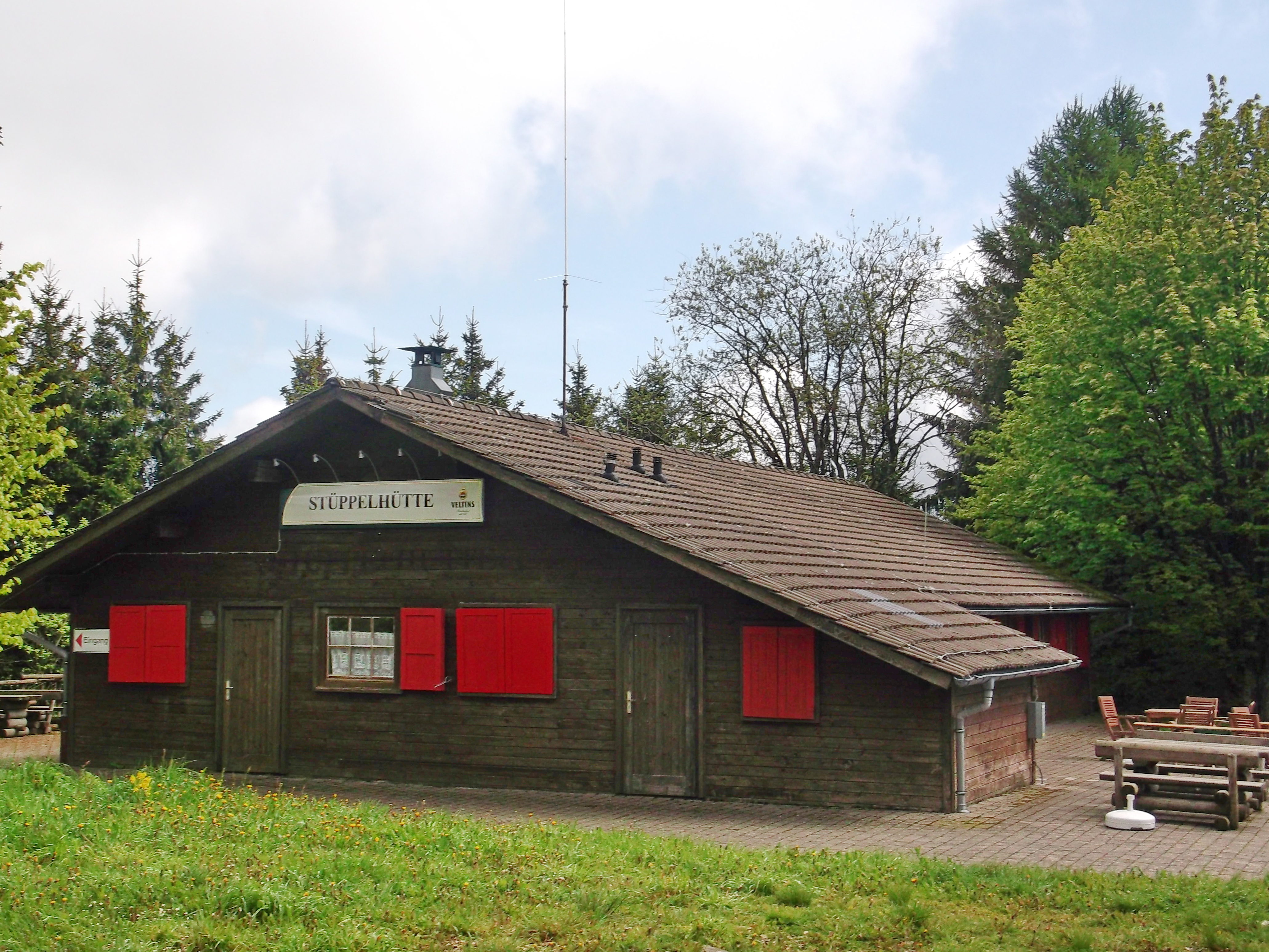
Die Stüppelhütte auf dem Stüppel

Auf dem Stüppel befand sich bis Anfang Januar 2024 die „Stüppelhütte“. Sie konnte privat z. B. für Betriebsfeiern gemietet werden. Während der Parköffnung wurden an einem kleinen Kiosk Eis, heiße Getränke (wie Kakao, Milchkaffee) sowie Softdrinks verkauft, welche an bereitgestellten Tischen verzehrt werden konnten. Im Inneren der Hütte befand sich außerdem die Technik für das Amateurfunkrelais DB0FUN. Durch einen Brand in der Nacht zum 6. Januar 2024 wurde das Gebäude schwer beschädigt und die darin befindliche Technik zerstört.

## Winterwelt
Die Fort-Fun-Winterwelt, die Mitglied der Wintersport-Arena Sauerland ist, stellt ein in den Wintermonaten geöffnetes Skigebiet (u. a. am Stüppel) mit zwei Liften und mehreren Pisten für Anfänger und Fortgeschrittene dar. Hüttendisko und Skishop sind vor Ort.